# Decyzja (film 1960)
Decyzja – polski czarno-biały film psychologiczny z 1960 roku, w reżyserii Juliana Dziedziny.

## Opis fabuły
Pielęgniarka Dorota staje przed trudną decyzją. W szpitalu przebywa dwóch ciężko chorych mężczyzn – jednym z nich jest jej ukochany. Dorota ma tylko jedną ampułkę leku i tylko jednemu z nich może uratować życie. Decyduje się podać lek narzeczonemu, skazując jednocześnie drugiego mężczyznę na śmierć.

## Obsada aktorska[1]
- Barbara Wałkówna – Dorota
- Bogusz Bilewski – Michał
- Jerzy Horecki(inne języki) – doktor Małecki
- Lucjana Bracka – siostra Maria
- Jerzy Block – aptekarz
- Zdzisław Leśniak – pacjent w szpitalu
- Józef Pieracki – adwokat